# Helena Pavlovna af Rusland
Helena Pavlovna af Rusland (russisk: Елена Павловнаа; tr. Jelena Pavlovna) (24. december 1784 – 24. september 1803) var en russisk storfyrstinde, der var datter af tsar Pavel 1. af Rusland og blev gift med arveprins Frederik Ludvig af Mecklenburg-Schwerin.

## Biografi

### Tidlige liv
Storfyrstinde Helena Pavlovna blev født den 24. december 1784 i Sankt Petersborg i det Russiske Kejserrige. Hun var det fjerde barn og anden datter af tsar Pavel 1. af Rusland i hans andet ægteskab med Sophie Dorothea af Württemberg.

### Ægteskab
Storfyrstinde Helena blev gift den 23. oktober 1799 på Gattjina-slottet udenfor Sankt Petersborg med arveprins Frederik Ludvig af Mecklenburg-Schwerin. I ægteskabet blev der født to børn, en søn Paul Frederik og en datter, Marie.

### Død
Storfyrstinde Helena døde 18 år gammel den 24. september 1803 i Ludwigslust i Mecklenburg-Schwerin.

## Eksterne links
- Wikimedia Commons har flere filer relateret til Helena Pavlovna af Rusland